# Adelans-et-le-Val-de-Bithaine
Adelans-et-le-Val-de-Bithaine és un municipi francès situat al departament de l'Alt Saona i a la regió de Borgonya - Franc Comtat. L'any 2007 tenia 316 habitants.

## Demografia

### Població
El 2007 la població de fet d'Adelans-et-le-Val-de-Bithaine era de 316 persones. Hi havia 116 famílies, de les quals 29 eren unipersonals (17 homes vivint sols i 12 dones vivint soles), 29 parelles sense fills, 50 parelles amb fills i 8 famílies monoparentals amb fills.
La població ha evolucionat segons el següent gràfic:
Habitants censats

### Habitatges
El 2007 hi havia 142 habitatges, 119 eren l'habitatge principal de la família, 8 eren segones residències i 14 estaven desocupats. 138 eren cases i 4 eren apartaments. Dels 119 habitatges principals, 96 estaven ocupats pels seus propietaris, 14 estaven llogats i ocupats pels llogaters i 8 estaven cedits a títol gratuït; 1 tenia dues cambres, 12 en tenien tres, 26 en tenien quatre i 80 en tenien cinc o més. 101 habitatges disposaven pel capbaix d'una plaça de pàrquing. A 42 habitatges hi havia un automòbil i a 65 n'hi havia dos o més.

### Piràmide de població
La piràmide de població per edats i sexe el 2009 era:
| Homes | Edats   | Dones |
| ----- | ------- | ----- |
| 0     | 95 o +  | 0     |
| 0     | 90 a 94 | 4     |
| 4     | 85 a 89 | 4     |
| 0     | 80 a 84 | 8     |
| 0     | 75 a 79 | 12    |
| 0     | 70 a 74 | 4     |
| 8     | 65 a 69 | 12    |
| 4     | 60 a 64 | 0     |
| 8     | 55 a 59 | 12    |
| 8     | 50 a 54 | 12    |
| 8     | 45 a 49 | 8     |
| 12    | 40 a 44 | 8     |
| 12    | 35 a 39 | 16    |
| 0     | 30 a 34 | 4     |
| 4     | 25 a 29 | 4     |
| 0     | 20 a 24 | 4     |
| 12    | 15 a 19 | 12    |
| 12    | 10 a 14 | 16    |
| 8     | 5 a 9   | 4     |
| 0     | 0 a 4   | 4     |

## Economia
El 2007 la població en edat de treballar era de 214 persones, 152 eren actives i 62 eren inactives. De les 152 persones actives 137 estaven ocupades (80 homes i 57 dones) i 15 estaven aturades (7 homes i 8 dones). De les 62 persones inactives 17 estaven jubilades, 21 estaven estudiant i 24 estaven classificades com a «altres inactius».

### Ingressos
El 2009 a Adelans-et-le-Val-de-Bithaine hi havia 117 unitats fiscals que integraven 307 persones, la mediana anual d'ingressos fiscals per persona era de 17.067 €.

### Activitats econòmiques
Dels 6 establiments que hi havia el 2007, 1 era d'una empresa de fabricació d'altres productes industrials, 2 d'empreses de construcció, 1 d'una empresa de comerç i reparació d'automòbils, 1 d'una empresa financera i 1 d'una empresa immobiliària.
Dels 4 establiments de servei als particulars que hi havia el 2009, 1 era un taller de reparació d'automòbils i de material agrícola, 2 guixaires pintors i 1 agència immobiliària.
L'any 2000 a Adelans-et-le-Val-de-Bithaine hi havia 9 explotacions agrícoles.

## Equipaments sanitaris i escolars
El 2009 hi havia 1 escola maternal i 1 escola elemental integrada dins d'un grup escolar amb les comunes properes formant una escola dispersa.

## Poblacions més properes
El següent diagrama mostra les poblacions més properes.